# Laubert
Laubert ist eine südfranzösische Gemeinde mit 102 Einwohnern (Stand 1. Januar 2022) im Département Lozère in der Region Okzitanien. Sie gehört zum Arrondissement Mende und zum Kanton Grandrieu. Die Gemeinde besteht aus den beiden Dörfern Laubert und Gourgons sowie einigen verstreut liegenden Einzelgehöften.

## Lage
Der in einer Höhe von ca. 1200 Metern ü. d. M. gelegene Ort Laubert befindet sich etwa 19 Kilometer (Fahrtstrecke) nordöstlich der Stadt Mende in den Montagnes de Gévaudan am südöstlichen Rand des Zentralmassivs.

## Bevölkerungsentwicklung
| Jahr      | 1962 | 1968 | 1975 | 1982 | 1990 | 1999 | 2006 | 2018 |
| Einwohner | 160  | 129  | 120  | 124  | 128  | 134  | 112  | 98   |

Im 19. Jahrhundert hatte die Gemeinde meist um die 300 Einwohner. Als Folge des Verlusts von Arbeitsplätzen durch die Mechanisierung der Landwirtschaft ging die Einwohnerzahl seitdem kontinuierlich bis auf die derzeitigen Tiefststände zurück.

## Wirtschaft
In der Region wurde die Landwirtschaft jahrhundertelang in erster Linie zur Selbstversorgung betrieben. Heute spielt – neben der weitgehend in Form der Mutterkuhhaltung betriebenen Zucht der Aubrac-Rinder – der Tourismus in Form der Vermietung von Ferienwohnungen (gîtes) eine nicht unwichtige Rolle im Wirtschaftsleben der Gemeinde.

## Geschichte
Urkundlich wird eine den hll. Barnabas und Bartholomäus geweihte Kapelle in Laubert erstmals im Jahr 1278 erwähnt; sie wurde jedoch im Jahr 1636 zerstört und 1773 wiederaufgebaut. Der Bischof von Mende erhob sie – wegen der winterlichen Abgeschiedenheit des Ortes und der damit verbundenen Unmöglichkeit für die Dorfbewohner im Nachbarort Allenc zur Messe zu gehen – im Jahr 1780 zur Kirche. Die Einwohner des Nachbardorfs Gourgons versuchten ihre Kapelle ebenfalls aufwerten zu lassen, drangen mit ihrem Anliegen jedoch nicht durch. Im Jahre 1873 lösten sich Laubert und Gourgons von der Gemeinde Allenc und bilden seitdem eine eigenständige Gemeinde.

## Sehenswürdigkeiten
Laubert
Die Kirche Notre-Dame-des-Sources stammt aus dem Jahr 1825 und ist aus Feldsteinen (Granit u. a.) erbaut; sie hat einen Eingang auf der Südseite und einen dreiteiligen Glockengiebel über der schmucklosen Westfassade. Das einschiffige Innere der Kirche enthält mehrere interessante Ausstattungsgegenstände: einen Kruzifixus aus dem 15. Jahrhundert, eine Jungfrau mit Kind aus dem 17. Jahrhundert, einen die Kanzel stützenden barocken Atlanten und ein Altarretabel mit gedrehten und weinumrankten salomonischen Säulen aus derselben Zeitepoche. Die nicht unbedeutende Ausstattung der Kirche ist auf die Tatsache zurückzuführen, dass das Domkapitel des Bistums Mende in Laubert einen Sommersitz besaß.

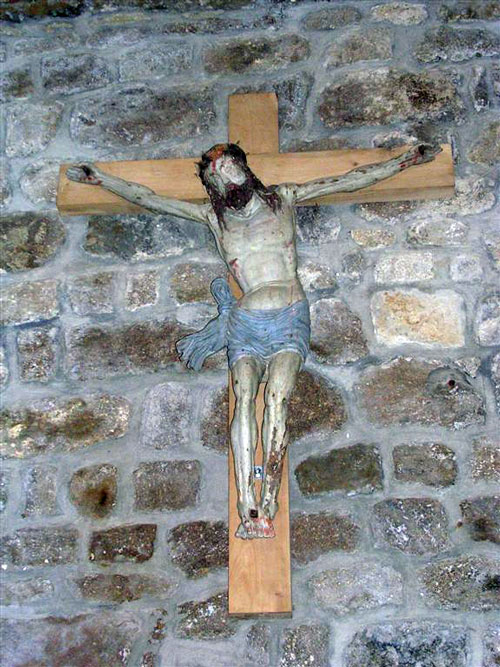
Kruzifixus
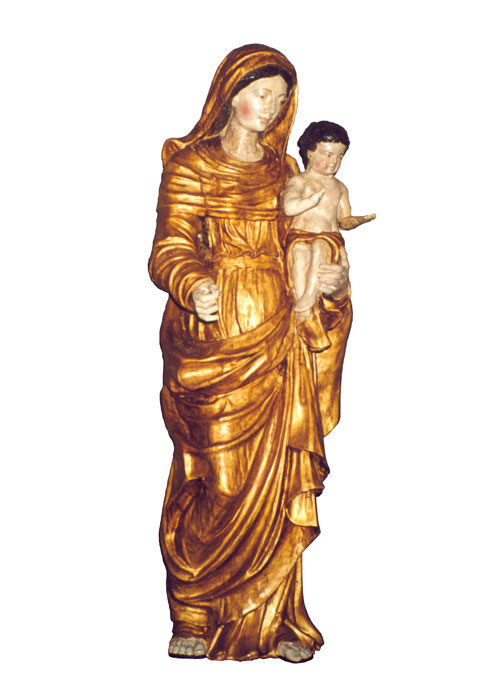
Jungfrau mit Kind
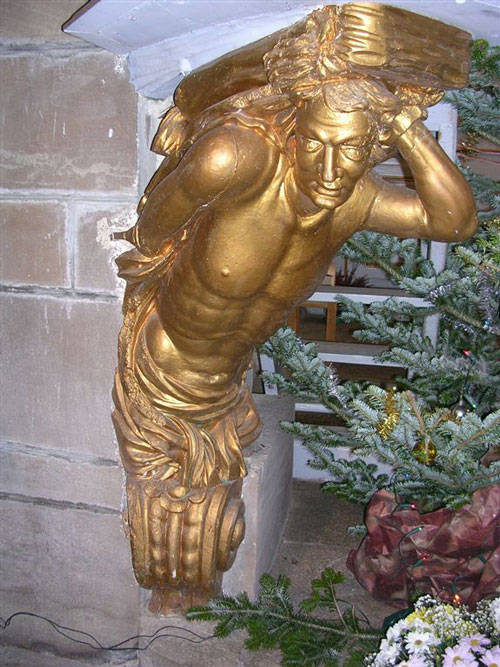
Atlant
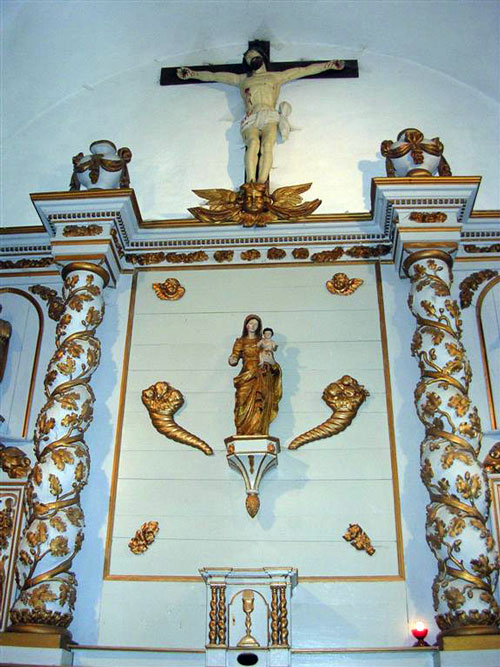
Altarretabel

Gourgons
Die heute nicht mehr religiösen Zwecken dienende und in Privatbesitz befindliche ehemalige Kapelle von Gourgons ist ebenfalls aus Feldsteinen errichtet; auch sie hat den – über einen achtstufigen halbrunden Treppenaufgang zu erreichenden – Eingang auf der Südseite.
Umgebung
Der knapp acht Kilometer nordwestlich gelegene Lac de Charpal entstand in den 1920er Jahren durch Stauung des Flüsschens Colagne; er dient im Wesentlichen zur Wasserversorgung der Stadt Mende. Auf dem etwa 18 Kilometer nördlich gelegenen Col de la Pierre Plantée findet sich ein durch ein eingeritztes Kreuz christianisierter Menhir; ein Megalithgrab (Dolmen de Chapel) befindet sich in etwa anderthalb Kilometer Entfernung.